# Or de lui
Or de lui est une série télévisée française créée par Baptiste Lorber et diffusée à partir du 12 novembre 2021 sur la plateforme France.tv.
La série est composée de dix épisodes de 26 minutes.

## Synopsis
Joseph travaille dans une petite PME de banlieue où il s'ennuie et n'est ni écouté, ni respecté par ses collègues. Sa vie personnelle n'est guère plus enthousiasmante avec une femme qui ne l’aime plus et commence à le tromper. Un jour, il commence à déféquer de l'or.

## Distribution
- Ramzy Bedia : Joseph.
- Olivia Côte : Marie.
- Christophe Héraut : Stéphane.
- Linh-Dan Pham : Sylvie.
- Marc Riso : Jacques.
- Vincent Solignac : le marchand d'or.
- Jérôme Niel : Gino.
- Eriq Ebouaney : Yerlès.
- Marie-Christine Adam : Lise, la mère de Joseph.
- Adrien Ménielle : Henri.
- Ahmed Benaïssa : Gilles, le père de Joseph.

## Fiche technique
- Titre original français : Or de lui.
- Création : Baptiste Lorber.
- Réalisation : Baptiste Lorber.
- Scénario : Baptiste Lorber et Hervé Bellec.
- Pays d'origine : France.
- Langue originale : français.
- Format : couleur.
- Genre : comédie.
- Durée : 10 x 26 minutes.

## Accueil critique
La série est plutôt bien reçue par la critique : la rédaction du Parisien met une note de 4/5.